# World Cyber Games 2003
I World Cyber Games 2003 si sono svolti a Seul, Corea del Sud dal 12 ottobre al 18 ottobre 2003. Erano ospitati 562 giocatori, e il montepremi totale era di 2.000.000 di dollari.

## Giochi ufficiali

### PC
- Age of Mythology
- FIFA Soccer 2003
- HALF-LIFE: Counter-Strike
- StarCraft: Brood War
- Unreal Tournament 2003
- Warcraft III: Reign of Chaos

## Risultati
| 2003                         | Gold        | Silver       | Bronze         | 4th            |
| Age of Mythology             | pgfire      | IamShiauTz   | Iamsky_tw      | trippin_uk     |
| FIFA Soccer 2003             | SK_styla    | SK_hero      | Volcano        | skyline        |
| HALF-LIFE: Counter-Strike    | SK Gaming   | Team3D       | Team9          | TeG            |
| Starcraft: Brood-War         | oGoGo       | FiSheYe      | Grrr_ca        | Silent_Control |
| Unreal Tournament 2003       | ForresT     | fnatic_Lauke | snoop_dx_au    | fnatic_roach   |
| WarCraft III: Reign of Chaos | SK_Insomnia | Chinahuman   | TeGEviscErator | Myth_ShaMan    |

## Medagliere
| Nazione       | O | A | B |
| ------------- | - | - | - |
| Germania      | 3 | 2 | 0 |
| Taipei cinese | 2 | 1 | 1 |
| Corea del Sud | 2 | 0 | 1 |
| Paesi Bassi   | 1 | 2 | 1 |
| Stati Uniti   | 1 | 2 | 0 |
| Italia        | 1 | 0 | 1 |
| Bulgaria      | 1 | 0 | 0 |
| Svezia        | 1 | 0 | 0 |
| Francia       | 0 | 1 | 1 |
| Regno Unito   | 0 | 1 | 1 |
| Spagna        | 0 | 1 | 1 |
| Cina          | 0 | 1 | 0 |
| Kazakistan    | 0 | 1 | 0 |
| Australia     | 0 | 0 | 1 |
| Canada        | 0 | 0 | 1 |
| Danimarca     | 0 | 0 | 1 |
| Romania       | 0 | 0 | 1 |
| Russia        | 0 | 0 | 1 |